# 블로그
블로그(영어: blog 또는 weblog)는 정보 공유나 의견 교환을 목적으로 올리는 글을 모아 월드 와이드 웹상에 게시하는 웹사이트의 일종이다.
블로그라는 말은 웹(web)과 로그(log, 기록)를 합친 낱말로, 스스로가 가진 느낌이나 품어오던 생각, 알리고 싶은 견해나 주장 같은 것을 일기처럼 차곡차곡 적어 올리는 형식을 취한다. 이를 다른 사람도 보고 읽을 수 있으며, 보통 시간 순서대로 가장 최근의 글부터 보인다. 그러나 글 쓴 시간을 수정할 수 있는 블로그의 경우에는 시간을 고쳐 글 순서를 바꿀 수 있다. 여러 사람이 쓸 수 있는 게시판(BBS)과는 달리 한 사람 혹은 몇몇 소수의 사람만이 글을 올릴 수 있다. 블로그를 소유해 관리하는 사람은 블로거(blogger)라고 한다. 다른 사람이 저작한 내용을 허가 없이 무단으로 복사하여 자신의 블로그에 게시하는 사용자는 스플로거(splogger)로 부른다.
블로그는 개인적인 성격을 가지고 있지만, 때에 따라서는 인터넷을 통해 기존의 어떤 대형 미디어에 못지않은 힘을 발휘할 수 있기 때문에 '1인 미디어'라 부른다. 순화어는 누리사랑방이라고 지정되어 있다.

## 개요
블로그의 시초는 원래 컴퓨터 통신 게시판에 자신의 이야기를 올리던 것이며, 인터넷이 발달하여 개인적으로 게시판을 운영할 수 있게 되는 서비스와 환경이 제공됨으로써 인기를 끌게 되었다. 처음에 나왔던 블로그에는 단순히 텍스트인 글을 올리고 읽는 기능만 있었으나, 사진, 음악, 플래시, 동영상 등을 포함할 수 있도록 발전하였다. 또한, 블로그에 댓글(Reply)과 트랙백(Trackback)을 달 수 있게 함으로써 독자와 블로거 사이의 의사소통이 확장되었다. RSS나 Atom으로 손쉽게 구독할 수 있도록 하는 질 좋은 서비스를 제공하기도 한다. 텍스트 중심에서 분화되어 멀티미디어 자료를 구독할 수 있는 팟캐스트도 발전하고 있다.

## 역사
1994년 미국의 저스틴 홀이 시작한 온라인 일기가 가장 초기의 블로그중 하나로 뉴욕 타임즈 등 일간지에 소개되었다. 초기 대부분의 웹페이지에는 새글(What's new)과 차례표(Index) 페이지가 있었으며 이때 차례표는 보통 가장 최신의 글이 위에서부터 게시되거나 순서대로 제목이 나열되는 형태를 가지고 있었다. 이는 전자게시판 동호회의 것과 같다. 개인 블로그는 뉴스를 전달하는 기능을 어느 정도 가지고 있는데 대체로 다른 뉴스를 베껴 온다. 그러나 매트 드러지가 만든 드러지 리포트 사이트는 전문 뉴스 채널 못지 않는 속보와 특종으로 유명하게 되었다.
초기의 블로그는 간단한 프로그래밍이나 HTML 편집만으로도 가능하였으나, 시간이 지남에 따라 관리에 힘이 들어가게 되었고 곧 워드프레스, 무버블 타입, 블로거 나 라이브 저널 같은 블로그 소프트웨어들이 등장하기 시작했다. 이후 기존의 웹 서비스나 포털 서비스에서도 이러한 블로그 기능이 추가되어 개인화한 블로그 서비스를 제공하기 시작했다.
그 후 2003년 미-영 연합군의 바그다드 폭격에 한 이라크인이 블로그를 통하여 평화를 주장하여 블로그는 대중화되었다.
대한민국에서는 2002년 11월 최초의 블로그 서비스 blog.co.kr이 시작되었으며, 2003년 네이버, 다음 등 포털이 블로그 서비스를 시작했다. 다음에서 블로거뉴스라는 메타블로그 서비스를 제공하고 포털 첫화면에 신문 기사와 함께 개인 블로그 포스트를 노출시키면서 블로그에 대한 관심이 점점 높아졌다.

## 종류
국적으로 분류할 수도 있지만 인터넷 접속은 국가 제약을 받지 않는 경우가 많아서 블로그 분류에 국적을 고려하는 경우는 드물다. 그러나 중국에서는 인터넷 검열 때문에 티스토리 등 블로그 서비스에 접속할 수 없는 경우도 있다. 주로 회원가입 또는 웹호스팅이 필요한지 여부로 블로그를 분류한다.

### 가입형 블로그
가입형 블로그는 회원 가입만 하면 손쉽게 블로그를 생성할 수 있다. 포털, 신문사, 인터넷 서점, 블로그 전문 웹사이트 등이 블로그 서비스를 제공한다. 커뮤니티(관심, 즐겨찾기, 이웃 등) 형성, 콘텐츠(뉴스 기사, 책 정보 등) 퍼가기 등의 혜택을 받을 수 있다. HTML, CSS를 고칠 수 있는 곳도 있고 없는 곳도 있다.
- 포털: 네이버, 싸이월드, 다음, 야후 등
- 신문사: 오마이뉴스, 조인스닷컴, 한국경제, 조선닷컴, 한겨레 등
- 인터넷 서점: 알라딘, YES24 등
- 블로그 전문: 티스토리, 토트, 블로거닷컴, 워드프레스닷컴, 타이프패드, 라이브저널, 이글루스 등

### 설치형 블로그
설치형 블로그는 서버에 블로그 저작 소프트웨어를 설치해서 운영할 수 있다. 서버의 다른 공간에 위키나 게시판을 운영할 수도 있고 플러그인 등을 사용할 수도 있다. 서버 컴퓨터를 운영하거나 웹호스팅을 해야 한다. 그래서 별도의 비용이 생기며, 컴퓨터, 네트워크 지식이 필요하다. 설치형 블로그 소프트웨어로 텍스트큐브, 워드프레스, 텍스타일, 무버블 타입 등이 있다.

## 다른 유사 서비스와 비교
블로그와 비슷한 인터넷 서비스들로 카페, 개인 홈페이지, SNS 등이 있다. 이러한 서비스 유형들이 고정된 것은 아니다.

### 온라인 동호회
인터넷 이전 시대인 1980년대부터 유즈넷이나 상업적인 전자게시판 서비스를 통해 동호회 형태의 커뮤니케이션이 발달하였다. 한국에서는 천리안, 하이텔과 같은 유료 PC 통신에서 여러 가지 동호회 기능을 서비스하고 이들 동호회에서 게시판에 글을 올리고 보는 것이 활성화 됐다. 이러한 게시판에 글이 자주 올라왔고, 회원 사이에서 인기를 끄는 글이 자연스레 생김으로서 온라인 커뮤니티가 발달하기 시작했다. 하지만 동호회나 카페 등 커뮤니티는 집단적이라는 점에서 블로그와 다르다.

### 개인 홈페이지
PC 통신 하이텔, 천리안, 나우누리 등에서부터 시작해 다음의 카페에 이르기까지 ‘공동체 기반 서비스’만이 평정해왔던 한국 인터넷 서비스의 패러다임을 개인으로 처음 옮겨온 것은 네띠앙이다. 네띠앙은 개인 홈페이지 호스팅 서비스를 제공해주었다. 개인 홈페이지 사이의 관계 맺기 기능이 제공되지 않는 단점으로 인해 네띠앙은 점차 몰락한다. 블로그는 댓글, 트랙백, RSS 등 교류 기능을 기본적으로 제공해주고, 편리하게 내용을 고칠 수 있다. 그러나 개인 홈페이지는 편집이 어렵고 다른 사용자와 의견을 나누기도 까다롭다.

### SNS
네띠앙이 쇠락하고 싸이월드의 미니홈피가 인기를 끌었다. 미니홈피와 비슷한 것으로 미국에는 페이스북, 마이스페이스 등이 있다. 이런 곳들을 통틀어 SNS라고 한다. SNS는 주로 오프라인 인맥에 기반하고 사생활들이 다뤄지기 때문에 대체로 블로그보다 폐쇄적이다. SNS도 댓글 기능이 있지만, 트랙백, RSS 기능은 없다. SNS 중에 트위터, 미투데이, 요즘(yozm) 등과 같이 마이크로 블로그로 불리는 것들은 글자 수 제한이 있는 대신 RSS 기능이 제공된다. 미투데이와 요즘(yozm)은 각각 2014년, 2013년 서비스를 종료했다.

## 수익
블로그에 광고를 포함시켜 수익을 얻기도 한다. 그러나 들어가는 노력에 비해서 많은 수입을 얻지는 못한다.

## 같이 보기
- 네이버 블로그
- 인스타그램
- 트위터
- 페이스북